# 丹戎不碌
丹戎不碌是印尼雅加達的一個區，位于印度尼西亚北雅加達行政市。 丹戎不碌區拥有丹戎不碌港的西部。 丹绒不碌区东边以 Laksamana Yos Sudarso 收费公路和Sunter河运河为界，西南边以Kali Japat、Kali Ancol和已經不再運營的Kemayoran机场为界，南邊以Sunter Jaya路和Sunter Kemayoran路為界，北临雅加达湾。

## 拼寫
丹戎不碌歷史上曾經拼寫為"Tandjong Priok"、"Tandjoeng Priok"或"Tanjon Preeq"。

## 1984年丹戎不碌暴动
1984年9月12日，丹戎不碌发生了一起广为人知的事件，当时印度尼西亞國民軍向一群穆斯林]抗议者开枪。抗议者举行示威，反对拟议的政府法规，该法规要求该国所有正式组织采用建国五项原则作为其意识形态。关于总死亡人数的报道相互矛盾，但大多数消息来源表明数百名抗议者被杀。苏哈托倒台后，此案再次被提起，2003年，包括特种部队司令部前指挥官在内的14人被列为1984年杀戮事件的嫌疑人。

## 資料來源
1. ↑  Burns, Peter. 1989. "The post Priok trials: religious principles and legal issues". Indonesia 47:61-88.
2. ↑  2003 Amnesty International Report 的存檔，存档日期2006-12-07.